# Forever (Medina-album)
 For alternative betydninger, se Forever. (Se også artikler, som begynder med Forever)
Forever er det andet engelsksprogede album af den danske sangerinde Medina, der udkom den 1. juni 2012. Albummet indeholder ti nye sange, samt tre oversatte sange fra Medinas tredje danske album, For altid (2011): "For altid", "Kl. 10" og "Lyser i mørke", der er blevet til "Forever", "Happening" og "Black Lights".
Titelsangen "Forever", udkom som albummets første single den 13. april 2012 i Tyskland, og den 21. maj i Danmark.

## Spor
| #   | Titel              | Sangskriver(e)                                                                        | Producer(e) | Længde |
| --- | ------------------ | ------------------------------------------------------------------------------------- | ----------- | ------ |
| 1.  | "Forever"          | Medina Valbak, Rasmus Stabell, Jeppe Federspiel, Nazerine Henderson, Engelina Andrina | Providers   | 3:32   |
| 2.  | "Butterflies"      | Valbak, Stabell, Federspiel, Mark Bell                                                | Providers   | 3:42   |
| 3.  | "Scars"            | Valbak, Alexander James, Stabell, Federspiel                                          | Providers   | 3:39   |
| 4.  | "Happening"        | Valbak, Stabell, Federspiel, Ross Golan                                               | Providers   | 4:03   |
| 5.  | "Boring"           | Valbak, James, Stabell, Federspiel                                                    | Providers   | 4:03   |
| 6.  | "Hotels"           | Valbak, Stabell, Federspiel, Bell                                                     | Providers   | 3:30   |
| 7.  | "Good to You"      | Valbak, Stabell, Federspiel, Bell, Theis Andersen                                     | Providers   | 4:02   |
| 8.  | "Close to Nothing" | Valbak, Stabell, Federspiel                                                           | Providers   | 3:25   |
| 9.  | "Keep Me Hangin'"  | Tim McEwan, Valbak                                                                    | DEEKAY      | 3:20   |
| 10. | "Black Lights"     | Valbak, Stabell, Federspiel, Henderson, Andrina                                       | Providers   | 3:45   |
| 11. | "Waiting for Love" | McEwan, Johannes Jørgensen, Lesley Roy                                                | DEEKAY      | 4:00   |
| 12. | "Like You Hurt Me" | McEwan, Valbak                                                                        | DEEKAY      | 3:41   |
| 13. | "Threesome"        | Valbak, Stabell, Federspiel                                                           | Providers   | 3:41   |

| 14. | "Forever" (Svenstrup & Vendelboe Remix) | Valbak, Stabell, Federspiel, Andrina, Henderson | Svenstrup & Vendelboe (remix) | 7:05 |

## Udgivelseshistorik
| Region   | Dato         | Format(er)           | Selskab   | Udgave(r)                 |
| -------- | ------------ | -------------------- | --------- | ------------------------- |
| Danmark  | June 1, 2012 | CD, digital download | Labelmade | Standard                  |
| Schweiz  | June 1, 2012 | CD, digital download | EMI       | Standard, Special Edition |
| Tyskland | June 1, 2012 | CD, digital download | EMI       | Standard, Special Edition |
| Østrig   | June 1, 2012 | CD, digital download | EMI       | Standard, Special Edition |